# Poco (banda)
Poco es una banda de country rock estadounidense, impulsada originalmente por Richie Furay y Jim Messina, tras la desaparición de Buffalo Springfield en 1968. El título de su primer álbum, Pickin' Up the Pieces, hace referencia precisamente a la ruptura del grupo Buffalo Springfield. Al cabo de los años, Poco ha ido modificando su formación y permanece en activo hoy en día.

## Historia

### Origen
Durante la grabación del tercer álbum de Buffalo Springfield (Last Time Around), cada uno de los tres cantantes principales del grupo (Stephen Stills, Neil Young y Richie Furay) grabaron canciones en solitario. Uno de los temas grabados por Furay, la balada country "Kind Woman", se grabó con el apoyo del productor y bajista Jim Messina y del guitarrista Rusty Young.  Cuando Buffalo Springfield desapareció, Furay, Messina y Rusty Young decidieron crear su propio grupo, enfocado hacia un country rock mucho más evidente.
La formación original del nuevo grupo incluía a Furay (cantante y guitarra), Messina (guitarra y vocales), Young (pedal steel guitar, banjo, Dobro, guitarra, mandolina y vocales), George Grantham (batería y vocales) y Randy Meisner (bajo y vocales).  El grupo firmó contrato con Epic Records, quien adquirió a Atlantic los derechos de Furay a cambio de los derechos de Graham Nash por su época en los Hollies (quien se había trasladado a Atlantic como parte de Crosby, Stills & Nash).  En un principio, el nuevo grupo se llamó "Pogo", como el personaje de cómic, pero tuvieron que cambiar el nombre cuando el creador de Pogo, Walt Kelly, le puso reparos.
Su primer álbum, Pickin' Up the Pieces (1969), fue considerado por la crítica como un disco seminal del género. El crítico Charley Walters le concedió cinco estrellas (la máxima puntuación posible) en la edición de 1979 de la Rolling Stone Record Guide, editada por Dave Marsh y John Swenson , aunque la puntuación se redujo a cuatro estrellas en la edición revisada de 1983. Sin embargo, el álbum no fue un éxito comercial, aunque se situó en el puesto #63 del Billboard 200.
Durante la grabación de ese álbum de debut, Meisner dejó el grupo como consecuencia de un conflicto con Furay. Tras una breve estancia con la Ricky Nelson's Stone Canyon Band, Meisner fue uno de los miembros fundadores de los Eagles. Messina asumió el bajo hasta que Timothy B. Schmit se incorporó a Poco en septiembre de 1969.

### 1970 a 1974
El álbum de estudio homónimo, Poco (1970) tampoco obtuvo grandes ventas, aunque ascendió hasta el puesto #58. El siguiente álbum de la banda, Deliverin, se convirtió en el primer disco de Poco es situarse en el Top 40 de los Billboard 200, llegando hasta el puesto #26. Messina decidió dejar la banda en 1970, al considerar que Furay tenía excesivo control sobre el sonido del grupo. Por recomendación de Peter Cetera, de Chicago, Messina presentó al guitarrista Paul Cotton, anteriormente miembro de la banda "Illinois Speed Press", para reemplazarle.
Para su cuarto álbum, consiguieron la colaboración de Steve Cropper como productor y editaron From the Inside (1971). De nuevo, ventas moderadas, alcanzando sólo el puesto #52.  La banda no estaba satisfecha con la producción de Cropper y contrataron a Jack Richardson para los siguientes tres álbumes, comenzando con A Good Feelin’ to Know (1972). La banda organizó el disco alrededor del título que le daba nombre, aunque el sencillo fracasó en las listas de éxito. El mismo álbum, apenas llegó al puesto #69. En consecuencia, Furay comenzó a desesperarse con las posibilidades de Poco, especialmente a la vista del éxito de sus antiguos colegas Stephen Stills, Neil Young, Meisner y Messina, con sus respectivos grupos. El siguiente lanzamiento,, Crazy Eyes (1973), subió hasta el puesto #38, pero Furay se marchó de la banda para formar, junto con J. D. Souther y Chris Hillman, el grupo Souther-Hillman-Furay Band, en el sello Asylum.  Los restantes miembros de Poco decidieron no reemplazar a Furay y continuar como cuarteto.

### 1974 a 1977
Tras la partida de Furay, la banda editó sus últimos dos álbumes con Epic: Seven (1974) y Cantamos (1974). los discos apenas llegaron a los puestos #68 y #76 de las listas de ventas, respectivamente. Por lo tanto, el grupo dejó a la compañía y firmó con ABC-Dunhill Records.  Head Over Heels fue el primer lanzamiento de ABC, y su primer sencillo fue "Keep On Tryin'", que se introdujo en el número #50 del Billboard Hot 100. En esta época, se publicó el recopilatorio The Very Best of Poco, que comprendía su época con Epic.  Head Over Heels alcanzó el número #43 en la lista de álbumes, y el recopilatorio de Epic, el #90, solamente.
El siguiente álbum de la banda fue Rose Of Cimarron, que tampoco despertó mucho entusiasmo y apenas subió hasta el puesto #89. Otro lanzamiento de Epic, fue el disco en directo de 1976, Poco Live. La siguiente apuesta de la banda, Indian Summer alcanzó el número #57.

### El éxito (1977 a 1980)
En agosto de 1977, con el apoyo del resto del grupo, Schmit lo dejó para incorporarse a los Eagles, sustituyendo precisamente a Meisner.  Un disco en directo grabado en esta época, no fue publicado inicialmente, hasta 2004 (The Last Roundup).
Tras la partida de Schmit, la banda se tomó un respiro. Grantham desarrolló actividades en solitario, mientras Young y Cotton formaron el grupo "Cotton-Young Band" y redoblaron los esfuerzos por lograr el éxito.  Incorporaron a Steve Chapman (batería) y Charlie Harrison (bajo) para completar el cuarteto.  Sin embargo, ABC decidió lanzar el disco de Cotton-Young bajo el nombre de 'Poco'. Legend (1978), el disco de Cotton-Young, con portada del artista Phil Hartman, se convirtió inesperadamente en mayor éxito de la banda, incluyendo dos sencillos de éxito , "Crazy Love" (escrita y cantada por Rusty Young) y el tema de Cotton, "Heart of the Night".  El álbum consiguió el disco de oro. Kim Bullard (teclados) se incorporó a la banda en diciembre de 1978, justo cuando se editó Legend.  Mientras "Crazy Love" subía en las listas, ABC Records vendió a MCA Records los derechos del grupo, y Legend fue reeditado en el sello MCA. El éxito de la banda llevó a incluir su tema "Heart of the Night" en el disco en directo No Nukes en apoyo de la energía limpia, que incluyó a muchos otros artistas como Bruce Springsteen o Jackson Browne.

### 1980 a 2005

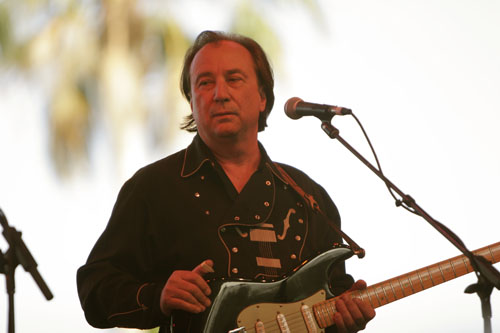
Jim Messina, miembro fundador de Poco, tocando en 2009

Durante la primera mitad de los años 1980, el grupo publicó cinco álbumes: Under the Gun (1980), Blue And Gray (1981) y  Cowboys & Englishmen (1982) en MCA y, tras pasarse a Atlantic Records, Ghost Town (1982) y Inamorata (1984). Poco no logró repetir el éxito de Legend, y cada disco obtuvo peores ventas que el anterior. Inamorata incluyó colaboraciones de todos los miembros anteriores de la banda.
El grupo perdió su contrato con Atlantic ante las muy deficientes ventas de Inamorata, pero continuó actuando en giras por pequeños clubs. Bullard dejó la banda para unirse a Crosby, Stills & Nash en 1983, y Harrison (que no había tocado ya en Inamorata) se fue a mitad de 1984. Los nuevos miembros, Jeff Steele (bajo) y Rick Seratte (teclados) se incorporaron para la gira de 1984, aunque en 1985 fueron reemplazados por Jack Sundrud y el recuperado Grantham. La reunión con Grantham fue breve pues, en 1986, Ricky Skaggs le llamó para su banda. Chapman regresó de nuevo a ocuparse de la batería.
Después de un tiempo sin grabar, Poco reapareció en el sello RCA, con el exitoso álbum Legacy (1989), que reunió a los miembros originales (Young, Furay, Messina, Grantham, y Meisner) 20 años después de su debut.  El disco produjo un sencillo de Top 20, "Call It Love", y otro de Top 40, "Nothing to Hide" , dándole su segundo disco de oro.  El grupo realizó giras de conciertos entre 1989 y 1991, incluidos acústicos en Japón, aunque este último año, Messina y Meisner volvieron a retomar sus carreras individuales.
A comienzos de 1992, Poco se encontró de nuevo sin contrato discográfico y con Rusty Young como único poseedor de los derechos del nombre, de forma que, a pesar de que oficilamente la banda no se había separado, permaneció inactivo mucho tiempo. En 2000, Grantham regresó a Poco, reuniendo la formación de 1985 y grabando un disco, Running Horse (2002) , el primero en estudio en trece años. El CD se lanzó a través de la página web del grupo. Furay, que había colaborado ocasionalmente con la banda cuando esta tocaba en Colorado, se reunió nuevamente con ellos, en Nashville, en 2004, concierto que se publicó en CD-DVD, con el título de Keeping the Legend Alive (2004).  Ese mismo año, Grantham sufrió un infarto cerebral. Un baterista de sesión, George Lawrence, asumió su puesto para el resto del año 2004 y se incorporó definitivamente a Poco, en 2005. La banda creó un fondo en internet para contribuir al tratamiento de Grantham.

### 2005 a 2010
En 2005, realizan una corta gira por Europa, pues Cotton tuvo que ser hospitalizado en Noruega. Bill Lloyd lo sustituyó temporalmente, hasta su vuelta en 2006. Richie Furay y Jim Messina regresaron para actuar con la banda en algunos conciertos, en 2008 y 2009. Bareback at Big Sky (2005) y The Wildwood Sessions (2006) fueron sus siguientes discos de estudio.

## Discografía
- Ver Anexo:Discografía de Poco